# Jorge Isaacs
Jorge Ricardo Isaacs Ferrer (Santiago de Cali, 1 de abril de 1837-Ibagué, 17 de abril de 1895) fue un novelista, escritor, poeta y político colombiano del género romántico. Jorge Isaacs vivió durante la época de consolidación de la República. Su única novela, María, se convirtió en una de las obras más notables del movimiento romántico en la literatura en español.

## Biografía
Su lugar de nacimiento fue Santiago de Cali. Estudió en Cali, luego en Popayán, y por último en Bogotá, entre 1848 y 1852. Es hijo de un Jamaiquino de ascendencia inglesa y hebrea, y de una colombiana de origen italiano y español.
En su poesía, Isaacs evoca a Valle del Cauca como el espacio idílico en que transcurrió su infancia, y la marcha a Bogotá debió suponer para él un cambio difícil. Regresó a Cali en 1852. 
En 1854, luchó en las campañas de Cauca contra la dictadura del general José María Melo, por 7 meses. Su familia atravesó por una difícil situación económica a causa de la guerra civil. 
En 1856 se casó con Felisa González Umaña, quien contaba por entonces 19 años, y que le daría abundante descendencia y perseverancia para que se escudara de ellos.
Intentó dedicarse al comercio, sin mucho éxito, y probó suerte con la literatura. Sus primeros poemas, los cuales datan de los años 1859 a 1860; en la misma época, emprende la escritura de varios dramas históricos. 
En 1860 tomó de nuevo las armas para combatir al general Tomás Cipriano de Mosquera, que se había levantado contra el gobierno central, y combatió en la batalla de Manizales. 
En 1861 murió su padre; terminada la guerra, Isaacs regresó a Cali para encargarse de los negocios paternos, llenos de deudas. Tuvo que desprenderse de las haciendas "La Rita" y "La Manuelita". Sus desventuras económicas le llevaron en busca de abogados a Bogotá, donde encontró eco su actividad literaria. Leyó sus poemas a los miembros de la tertulia "El Mosaico", quienes decidieron costear su publicación (Poesías, 1864). 
En 1864 supervisó los trabajos del camino de herradura entre Buenaventura y Cali. Durante el año en que desempeñó este trabajo, comenzó a escribir su novela María. En esta época, así mismo, debido a lo insalubre del clima, contrajo  paludismo, enfermedad que lo conduciría a su deceso a los 58 años de edad.
En 1868 llega al Congreso de la República de Colombia como representante del Estado Soberano del Tolima, en el año 1870 fue el redactor e impulsor de la ley 78 del mismo año, mediante la cual el Estado colombiano ofrecía su ciudadanía a todos los paraguayos, para evitar que tuvieran la condición de apátridas si el Paraguay llegaba a desaparecer en el marco de Guerra de la Triple Alianza
Militó al principio en el Partido Conservador, pero después adhirió al liberalismo radical y, en 1870, fue nombrado cónsul general en Chile. A su regreso, intervino activamente en la política de Cauca, tanto como editor de periódicos como representando a su departamento en la Cámara de Representantes. Intervino de nuevo en las luchas políticas de 1876, en las que tomó de nuevo las armas. Fue expulsado de la Cámara de Representantes en 1879, a raíz de un incidente en que Isaacs, ante una sublevación conservadora, se proclamó jefe político y militar de Antioquia.
Tras este incidente, se retiró de la política, y publicó, en 1881, el primer canto de un extenso poema que no llegó a concluir, titulado Saulo. Nombrado secretario de la Comisión Científica, exploró el departamento de Magdalena, en el norte de Colombia, hallando importantes yacimientos de carbón y petróleo.
Los últimos años de su vida los pasó retirado en Ibagué (donde había dejado alojada a su familia años antes), departamento de Tolima, proyectando una novela histórica que habría de ser su obra maestra y que jamás llegó a escribir. Murió en Ibagué el 17 de abril de 1895, siendo su última voluntad que su cadáver fuera sepultado en el Cementerio San Pedro de Medellín; no obstante, siempre expresó su amor por Cauca (su querido "país vallecaucano"): «¡Sí, amo mucho al Cauca, aunque es tan ingrato con sus propios hijos!.
Tras conocer al escritor José María Vergara y Vergara y requerir de sus servicios profesionales este se convierte en una figura importante en su vida, primero porque confiaba en los talentos del joven caleño, Vergara y Vergara se convierte en su mentor literario, lo presenta a los demás miembros de su círculo El Mosaico y promueve la publicación de sus obras. Después de su visita por Bogotá viaja al Gran Cauca donde, escribe su única obra y por consejo de Vergara y Vergara la cambia de ser un drama o una comedia por una novela.

## Obra

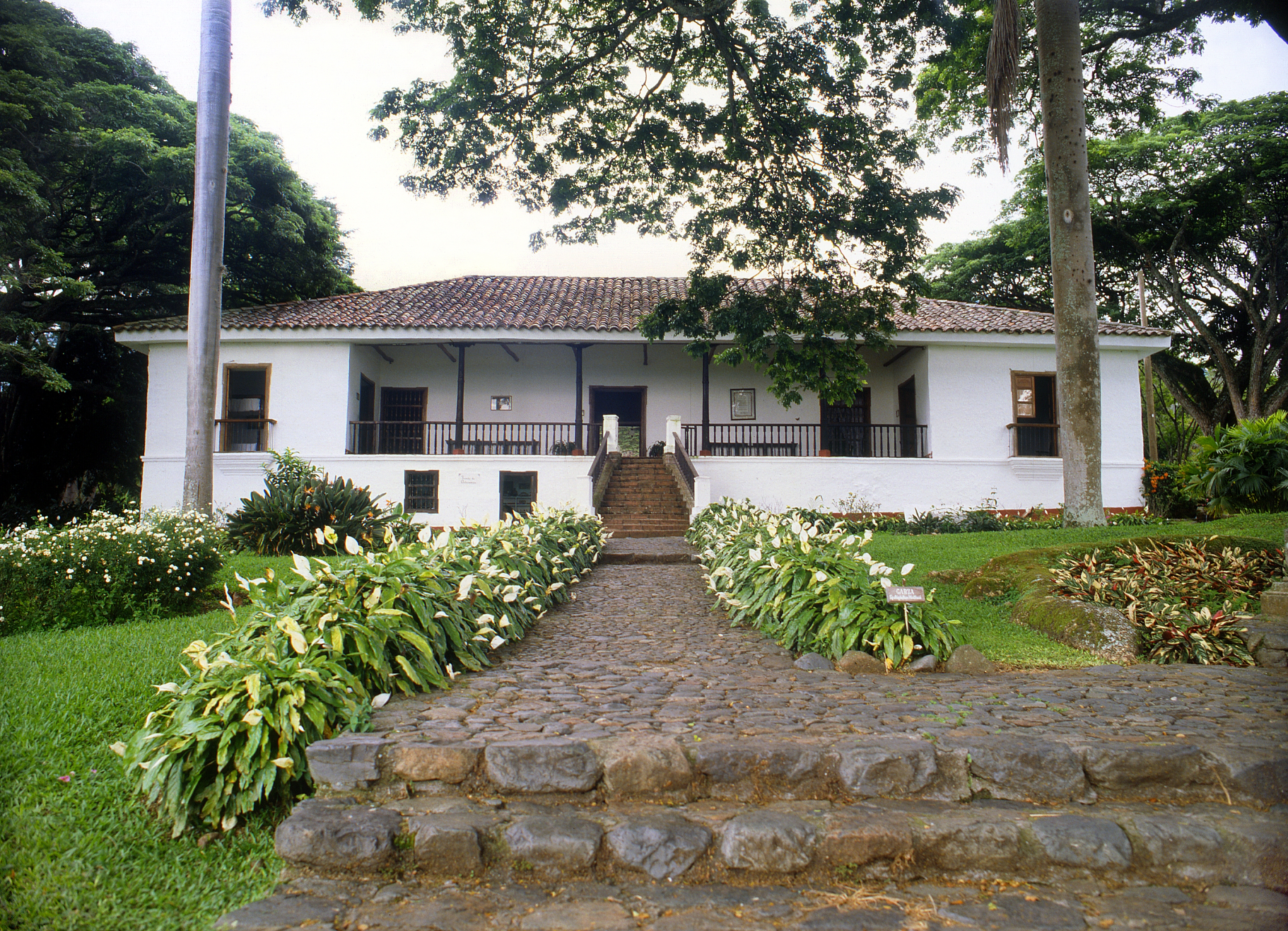
Hacienda El Paraíso, El Cerrito, Valle del Cauca, conocida por ser el lugar donde transcurre la obra literaria María.

La obra literaria de Isaacs se reduce al libro de poemas que publicó en 1864 y a su única novela, María (1867), considerada una de las obras más destacadas de la literatura hispanoamericana del siglo xix. 
La novela, basada en experiencias románticas, tiene un tono elegíaco, y narra la historia de los amores trágicos de María y su primo Efraín, en el departamento del Valle del Cauca. Como el propio autor, Efraín debe abandonar el Valle para seguir estudios en Bogotá. Este viaje lo obliga a separarse de su prima María, de la que está enamorado.
Efraín y María vivieron juntos durante meses, al cabo de los cuales el joven debe viajar a Londres para completar su educación. Cuando regresa, seis años después, María está muerta. Algunos autores afirman que el personaje de María fue inspirada por María Mercedes Cabal quien vivió en la hacienda "El Paraíso" y luego sería esposa del Presidente Manuel María Mallarino.
La obra se ha relacionado con Chateaubriand, pero puede encontrarse también en ella un sentimiento ominoso de la existencia que recuerda a Edgar Allan Poe. La novela destaca por el sentimiento del paisaje, así como por la calidad artística de su prosa. Puede considerarse precursora de la novela criollista de las décadas de 1920 y 1930.
María se publicó en 1867 y tuvo un éxito inmediato. Fue traducida a 31 idiomas. Tanto en Colombia como en otros países latinoamericanos Isaacs se convirtió en una figura muy conocida, lo que dio inicio a una dilatada carrera periodística y política. Como periodista, Isaacs dirigió en 1867 el diario La República, de orientación conservadora moderada, donde publicaba artículos de índole política. En 1881 publicó la poesía "Primer Canto del Poema Saulo" y en 1893 "La Tierra de Córdoba".
Hay dos obras de Isaacs que dan cuenta de su interés por la literatura campesina y las culturas indígenas de Colombia. Canciones y coplas populares y Las tribus indígenas del Magdalena. Ambas obras han sido reeditadas de forma digital por el Banco de la República, a través de su Biblioteca Virtual.

## Galería de imágenes

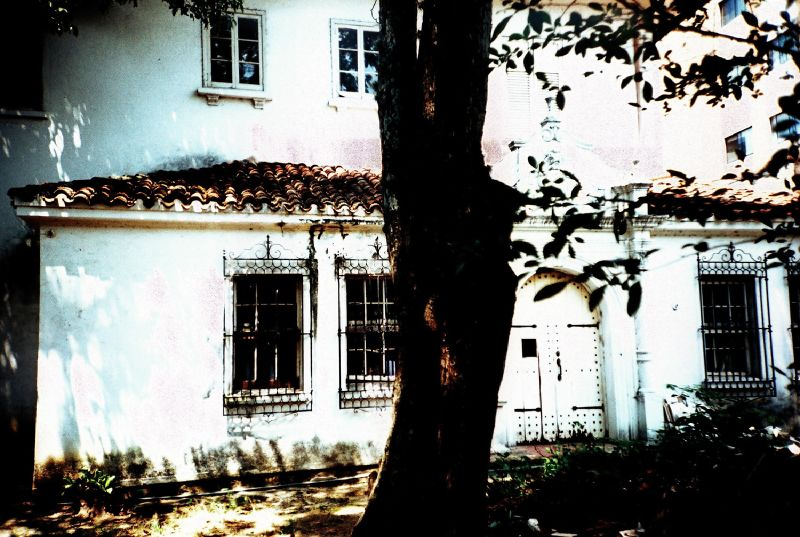
Casa Jorge Isaacs en Santiago de Cali, Valle del Cauca,  Colombia
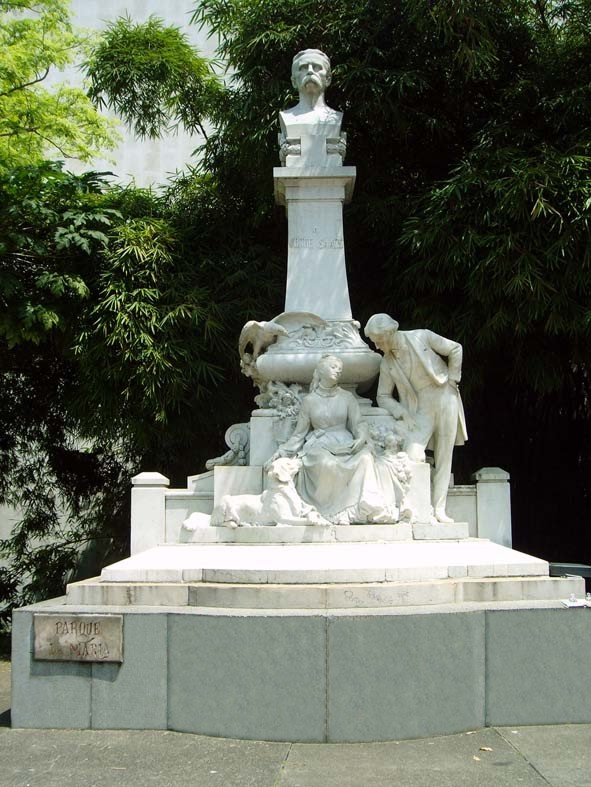
Monumento a Jorge Isaacs, Santiago de Cali, Valle del Cauca.
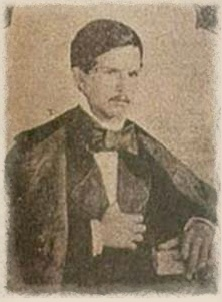
Jorge Isaacs en 1856.
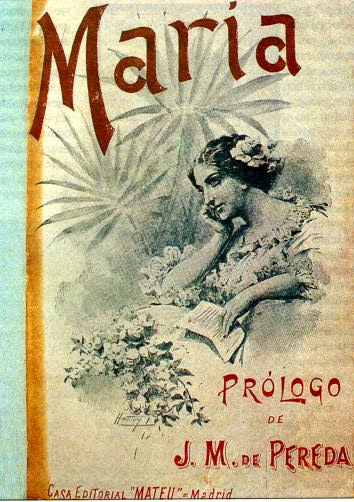
Portada de la novela María de Jorge Isaacs publicada en 1897 por Éditions Mateu. Prólogo de José María de Pereda
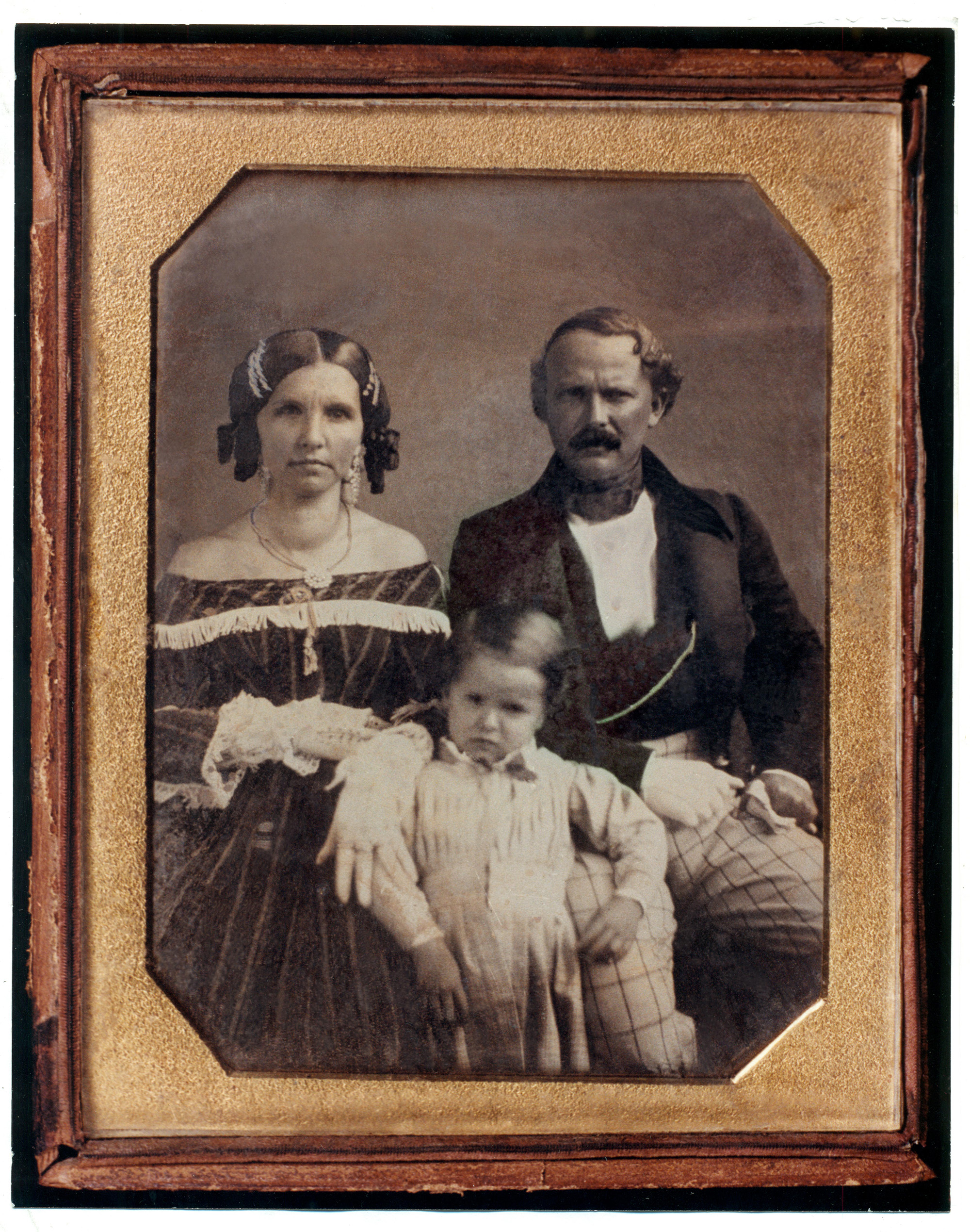
Manuela Ferrer Scarpetta y George Henry Isaacs, los padres del poeta, con otro de sus hijos.
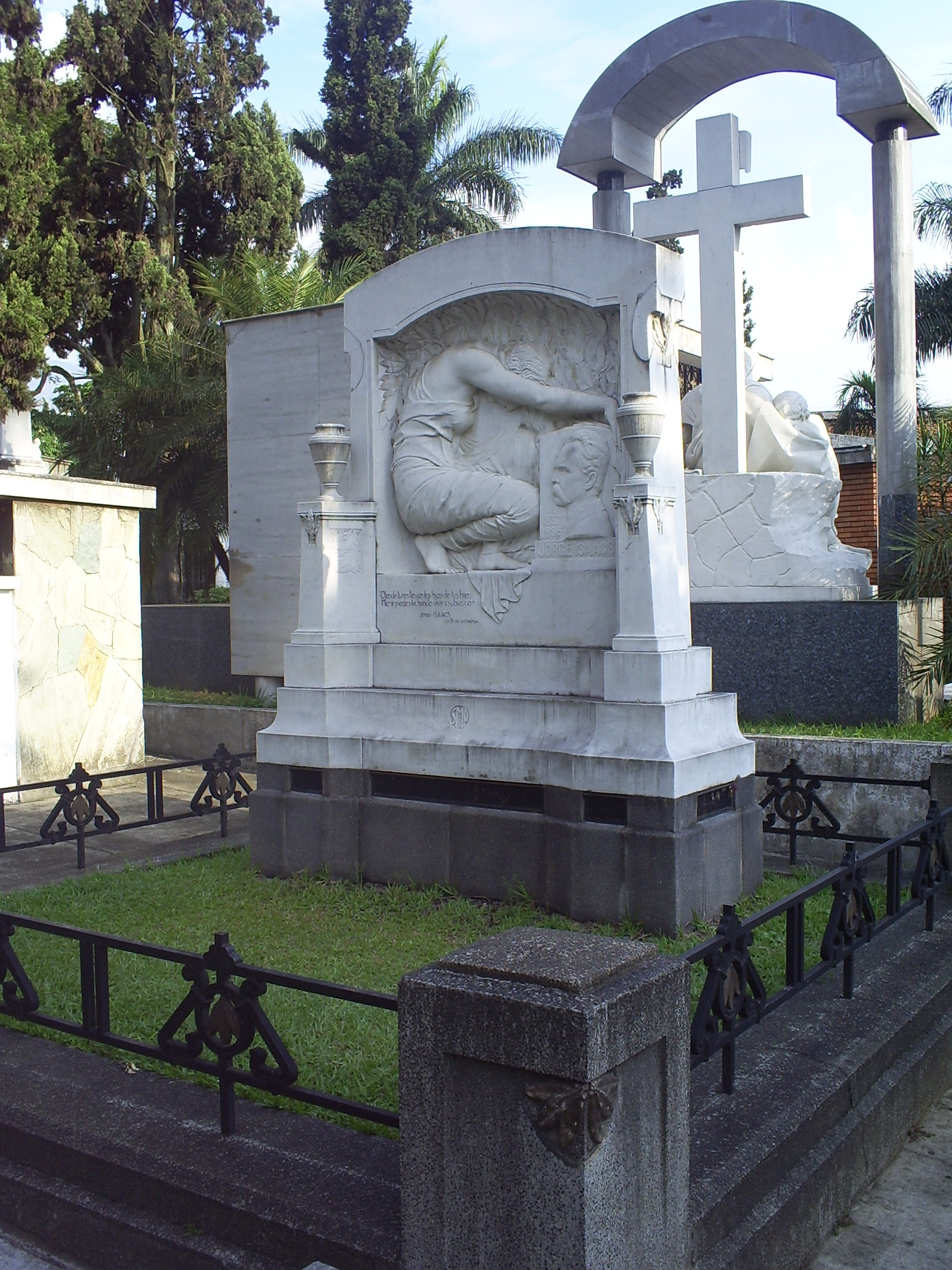
Mausoleo de Jorge Isaacs en el Cementerio San Pedro, Medellín.